# Новобаженово
Новобаже́ново (каз. Новобаженово) — село у складі Жанасемейського району Абайської області Казахстану. Адміністративний центр Новобаженовського сільського округу.
Населення — 1498 осіб (2021; 1914 у 2009, 2040 у 1999, 2236 у 1989).
Національний склад станом на 1989 рік:
- росіяни — 48 %
- казахи — 36 %